# Европейско висше училище по икономика и мениджмънт
Европейско висше училище по икономика и мениджмънт (на английски: European Higher School of Economics and Management) е специализирано частно висше учебно заведение в областта на приложната икономика, бизнес и управление, основано през 2001 г. като Европейски колеж по икономика и управление, и преобразувано през 2015 г. (Решение на НС от 21.05.2015 г.). Висшето училище не обучава студенти от учебната 2020/2021 година. След изтичане акредитацията му е закрито с решение на Народното събрание от 18.09.2024 г.
Висшето училище е разполагало със собствени учебни бази в София и Пловдив, както и с многофункционален спортен комплекс в Пловдив. Капацитетът на Висшето училище е 3600 студента, разпределени в четири бакалавърски и осем магистърски програми.
Към Декември 2015 висшето си образование в ЕВУИМ са получили приблизително 8000 български и чуждестранни студенти, обичайно намиращи своята последваща реализация в частния бизнес и управлението в страната и чужбина, както и продължаващи своето следдипломно обучение в западноевропейски и американски университети.
ЕВУИМ се самоидентифицира като „предлагащо обучение по утвърдени световни стандарти на учебно съдържание и методи за преподаване в модерни учебни сгради с акцент върху изграждането на приложни и устойчиви знания и умения на бъдещите предприемачески и управленски кадри, характерно за популярните в Западна Европа и Северна Америка бизнес училища“.
Академичната база на ЕВУИМ е една от най-модерните в страната, обявена за „академична сграда на годината за 2013 г.“, поради динамичния си функционален съвременен облик и високотехнологичните, екосъобразни интегрирани схеми за управление на инсталациите и оборудването (BMS системи), отговаряща на съвременните принципи на устойчивото строителството.
Спортният комплекс на ЕВУИМ включва два професионални стадиона и многофункционална спортна зала, отговарящи на стандартите за провеждане на състезания от професионалните лиги по отделните видове спорт – футзал, волейбол, баскетбол, тенис, а представителният студентски футболен отбор на ЕВУИМ играе в Югоизточната В група.
ЕВУИМ партнира с над 70 образователни, обществени и бизнес организации и членува в утвърждаването на световни стандарти и добри практики във висшето икономическо образование като EFMD, CEEMAN, UNPRME.
ЕВУИМ издава две научни списания: Научни трудове (реферирано академично списание), и Наука и бизнес (реферирано професионално студентско списание).
ЕВУИМ има изпълнени повече от 20 приложни и изследователски проекта с привлечено външно финансиране, в областите бизнес, образование, туризъм, регионално развитие, човешки капитал, устойчиво развитие.
Студентите с отличен успех получават учебни стипендии. Завършилите ЕВУИМ получават диплома за висше образование и европейски дипломно приложение, което позволява автоматично признаване, трансфер на степени и на образователни кредити в европейски и световен мащаб.
| Специалности в бакалавърска степен на висшето образование: | Специалности в магистърска степен на висшето образование: |
| ---------------------------------------------------------- | --------------------------------------------------------- |
| Бизнес мениджмънт                                          | Международни бизнес отношения                             |
| Финанси и счетоводство                                     | Счетоводство, анализ и контрол                            |
| Маркетинг и продажби                                       | Международна бизнес администрация                         |
| Мениджмънт в туризма                                       | Корпоративен мениджмънт                                   |

- Спортен комплекс на ЕВУИМ
- Семинар в академичната база на ЕВУИМ в гр. София
- Дипломиране 2013

## Акредитация
- Национална агенция за оценяване и акредитация
- Решения НС, МС и НАОА Архив на оригинала от 2016-09-09 в Wayback Machine.